# XIX (singolo)
XIX è un singolo del gruppo musicale statunitense Slipknot, pubblicato il 14 ottobre 2014 come quarto estratto dal quinto album in studio .5: The Gray Chapter.

## Descrizione
Si tratta della traccia d'apertura dell'album ed è uno dei pochi ad essere stato principalmente composto dal percussionista Shawn Crahan, che lo ha ideato come elogio funebre al bassista storico Paul Gray, morto nel 2010; nell'introduzione del brano lo stesso Crahan recita «questo brano non è per i vivi; questo brano è per i morti». Riguardo al testo, il frontman Corey Taylor ha spiegato:

## Video musicale
Il video, diretto da Crahan, è stato reso disponibile il 5 ottobre 2015 e mostra un rituale funebre condotto da due donne nude che danno fuoco a una bara.

## Tracce
Testi e musiche di Corey Taylor, James Donald Root e Michael Shawn Crahan.
1. XIX – 3:10

## Formazione
Gruppo
- Shawn Crahan – percussioni, cori, voce introduttiva
- Chris Fehn – percussioni, cori
- Craig Jones – campionatore, tastiera
- Jim Root – chitarra
- Corey Taylor – voce

Produzione
- Slipknot – produzione
- Greg Fidelman – produzione, missaggio
- Jim Monti – registrazione
- Greg Gordon – registrazione
- Sara Lyn Killion – registrazione
- Geoff Neal – assistenza tecnica
- Chris Claypool – assistenza tecnica
- Marcus Johnson – assistenza tecnica
- Evin O'Cleary – assistenza tecnica
- Dan Monti – montaggio
- Lindsay Chase – coordinazione alla produzione
- Vlado Meller – mastering